# Местничество

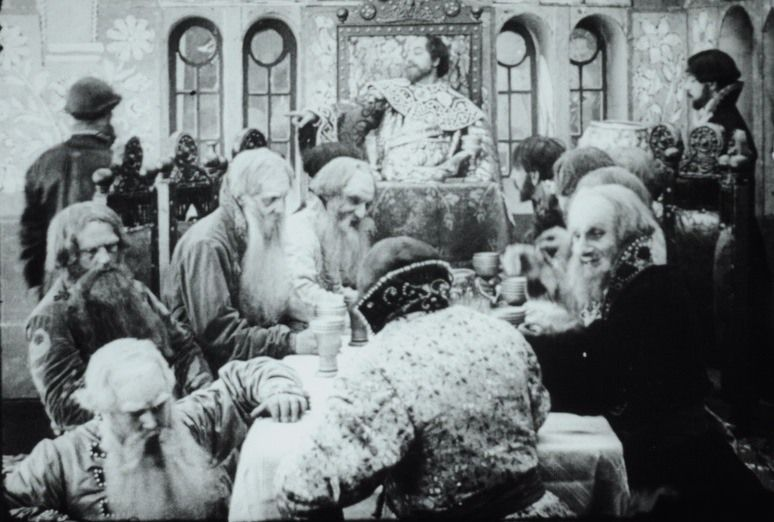
«Местничество. Строптивый боярин, не желая занять дальнего от царя места за столом, опускается со скамьи на пол». Кадр из фильма «Трёхсотлетие царствования дома Романовых».

Ме́стничество — система распределения должностей в зависимости от знатности рода, существовавшая в Русском государстве.

## История
Формирование государственного аппарата с конца XV века осуществлялось по принципу местничества, в значительной степени воспринятому из польско-литовского законодательства. Система местничества была основана на критериях знатности происхождения (чем выше стояли предки претендента, тем более высокий пост в государственной иерархии он мог занять). Помимо знатности лица (принадлежности его к определённой фамилии) учитывалось и положение претендента внутри своего рода. Старшие в роду имели преимущество. Но также имели значение и заслуги предков — сын боярина, проявившего себя на службе, имел приоритет перед своим же двоюродным братом, чей отец никаким образом себя не прославил. Между аристократами часто возникали «местнические споры» — кто знатнее, кто имеет право на должность. Эти споры разрешал, как правило, сам царь с участием чиновников Разрядного приказа.
С 1559 года, на протяжении 25 лет, до кончины Ивана Грозного в 1584 году зафиксировано не более 50 случаев, в которых были споры или челобитья по местничеству. С учётом того, что в некоторых местнических делах участвовало по несколько человек, то можно говорить о 30-35 дел по местничеству за этот период. Все они происходили между военными чинами. О местнических делах придворных чинов или на придворных церемониях и за столом царским — было три челобитья (Годунов с князем Сицким; на свадьбе царя Ивана Грозного). Оканчивались споры обычно тем, что челобитчика ставили ниже того, на кого он жаловался, часто же прекращалось тем, что местничавшим лицам не давали между собой счета, а для избегания дальнейших споров перемещали воевод на отдалённый город (по-тогдашнему — разводили).
В 1682 году система местничества была отменена решением служилых людей, собравшихся на Земском Соборе, в целях укрепления вооружённых сил правительством Фёдора Алексеевича.

## Достоинства и недостатки

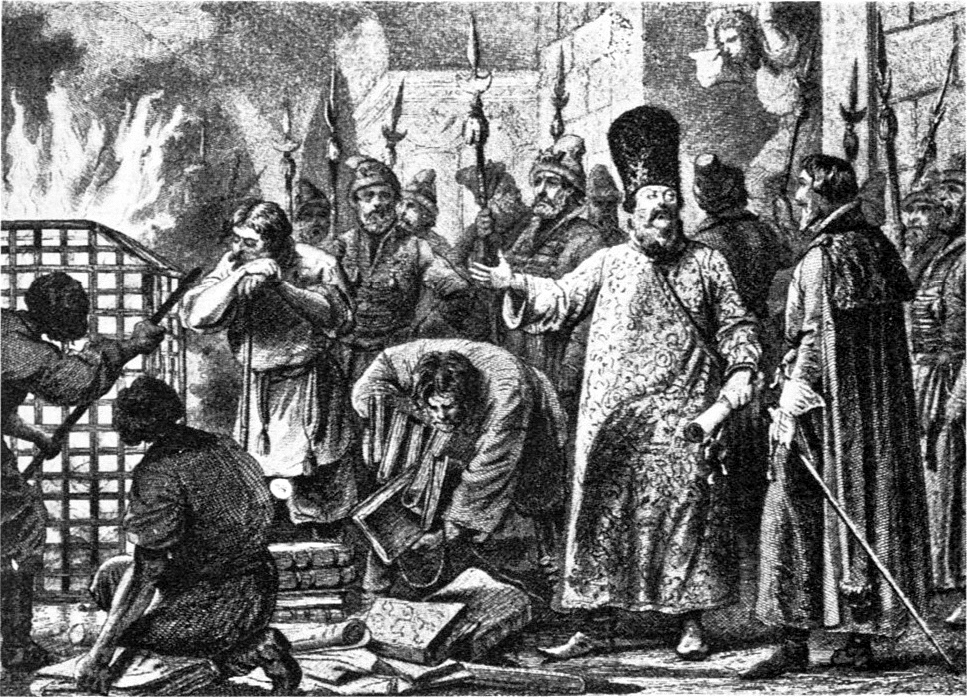
Сожжение разрядных книг в 1682 году при Фёдоре Алексеевиче

Оценки местнической системы у историков преимущественно негативные, поскольку подбор служилых людей по знатности, а не по личным способностям и талантам, существенно ухудшал эффективность кадровых решений.
Вместе с тем историк Дмитрий Володихин считает, что, несмотря на очевидные изъяны, местничество худо-бедно примиряло служилых аристократов, определяя, кому на какой должностной уровень можно претендовать. Знать Русского государства состояла из старомосковской аристократии, княжеских родов из присоединённых русских земель, беглых литовско-русских князей и служилых татарских царевичей. По мнению исследователя, без регулирующей системы знатные люди то и дело устраивали бы усобицы и перевороты, споря за место у кормила власти. Таким образом, местничество оберегало Русское государство от тяжёлых внутренних войн.